# ʻAikanaka
Aikanaka (fallecido en 1837) fue un gran jefe del Reino de Hawái y abuelo de dos de los futuros monarcas de dicho reino.

## Biografía
Su padre fue el jefe Kepo'okalani y su madre fue Keohohiwa. Su hermanastro fue Kamanawa II. Su nombre literalmente significa "comedor de hombres" en el idioma hawaiano.
Fue nieto de dos de los cinco jefes de Kona que apoyaron a Kamehameha I en su levantamiento contra Kiwala'o: Kame'eiamoku (uno de los "gemelos reales" en el escudo de armas de Hawái) y Keawe-a-Heulu. Su familia era de alto rango dentro de la aristocracia hawaiana y era primo lejano de los miembros de la Casa de Kamehameha.
Con su primera esposa, Kama'eokalani, tuvo una hija llamada Keohokālole y con su segunda esposa, Mary Napualeua, tuvo un hijo llamado William Luther Moehonua. Aikanaka ordenó a su siervo Keawemahi que tomara en hanai a su esposa e hijo Moehonua. Años más tarde, su hijo serviría como gobernador de Maui. Por otro lado, su hija Keohokālole sirvió como miembro de la Casa de Nobles de Hawái. Él se encontraba a cargo de la batería de cañones de Punchbowl y su casa se encontraba en la colina que se encontraba bajo este. La estructura de su hogar estaba compuesta por paredes elaboradas con hierba, tenía una cocina, un comedor, una sala de reuniones y habitaciones, en una de las cuales su hija dio a luz a sus dos nietos: Los futuros reyes Liliuokalani y Kalakaua.
Él fue hanai (padre adoptivo) de su nieto Kaliokalani. Aikanaka falleció en 1837.
Poseía grandes extensiones de tierra que fueron repartidas entre sus dos hijos, y su hija las dividió en tercios cuando las dio en herencia a sus nietos.